# 모텟 (음악 그룹)
모텟(mo:tet)은 대한민국의 작곡가 겸 가수 윤상과 음악인 kayip(이우준), superdrive(강준호)가 결성한 프로젝트 그룹이다. 일렉트로니카 장르 중에서도 글리치(Glitch)라는 계열의 음악을 지향하는 밴드다.
한국에서 원래의 일렉트로니카, IDM 같은 일렉트로니카로 할 수 있는 전반적인 음악을 하고자 하는 생각으로 모여 시작되었고, 윤상을 제외한 두 인물은 외국에서 차근차근 자기들의 기반을 쌓아가고 있는데 윤상이 이들을 알게 되면서 이들의 음악을 소개하고 싶었다고 밝혔다. 세 사람은 서로 멀리 떨어져 있으면서 마이스페이스와 이메일 등을 통해 음악 파일을 주고받으며 음반 작업을 마무리 했다.
2008년 12월 20일에 앨범을 발매하고, 홍대 부근에서 쇼케이스를 가졌다.

## 디스코그래피

### 수록곡
| #             | 제목                                 | 작곡                           | 재생 시간 |
| ------------- | ------------------------------------ | ------------------------------ | --------- |
| 1.            | 〈What Can U Do〉                    | 윤상, Kayip, Superdrive        | 5:50      |
| 2.            | 〈When Empty Is Full〉 (feat. haihm) | 윤상, Kayip, Superdrive        | 7:06      |
| 3.            | 〈O:Din〉                            | 윤상, Kayip, Superdrive        | 6:44      |
| 4.            | 〈Fragment〉                         | 윤상, Kayip, Superdrive        | 5:54      |
| 5.            | 〈Shyine〉                           | 윤상, Kayip, Superdrive        | 5:28      |
| 6.            | 〈Tenmorning〉                       | 윤상, Kayip, Superdrive        | 6:09      |
| 7.            | 〈La Musique〉                       | 윤상, Kayip, Superdrive, haihm | 5:30      |
| 8.            | 〈Twenty Twelve〉 (feat. haihm)      | 윤상, Kayip, Superdrive        | 6:19      |
| 총 재생 시간: | 총 재생 시간:                        | 총 재생 시간:                  | 49:00     |

### 참여
- mo:tet - 프로듀서
- Vlado Meller(Universal Mastering Studios, 뉴욕) - 마스터링
- 박관주, Jukd - 아트워크
- 김기홍(ode music) - A&R
- ode music - 이그제큐티브 프로듀서